# NGC 7758
NGC 7758 ist eine linsenförmige Galaxie vom Hubble-Typ E/SB0 im Sternbild Wassermann. Sie ist schätzungsweise 586 Millionen Lichtjahre von der Milchstraße entfernt.
Das Objekt wurde im Jahre 1886 von Frank Muller entdeckt.